# Calle 137–City College (línea de la Séptima Avenida–Broadway)
Para la estación de las líneas Azul y Naranja del Tranvía de San Diego, véase: City College
Calle 137–City College es una estación en la línea de la Séptima Avenida-Broadway del Metro de Nueva York. La estación se encuentra localizada en Harlem, Manhattan entre Broadway y la Calle 137, y es servida las 24 horas por los trenes del servicio 1.
La estación a menudo aparecía en la comedia, New Amsterdam, aunque las tomas de su interior fueron captadas en la Estación Grand Central Shuttle.